# Dany Dauberson
Dany Dauberson, nom artístic de Suzanne Gauche (Le Creusot, 16 de gener de 1925 – Marsella, 16 de març de 1979), va ser una cantant i actriu francesa.
Nascuda a Le Creusot el 16 de gener de 1925. Va passar la seva joventut a Saint-Claude, on treballava la seva mare. A l'escola sempre va destacar en el cant, i una vegada va ser major d'edat va assolir molt d'èxit al teatre de varietats de la seva localitat. Va assolir fama a la dècada del 1950, quan el 1956 va ser un dels dos representants de França al primer Festival de la Cançó d'Eurovisió, celebrat a Lugano, amb la cançó Il est là, escrita i composta per Simone Vallauris.
Al llarg de la seva carrera, Dauberson va voltar per diverses ciutats com Lió i París, i va cantar als Estats Units, però sempre va visitar la seva terra d'origen, Saint-Claude, on va fer diversos recitals benèfics. Mica en mica va fer-se un nom en el món de l'espectacle gràcies a les aparicions en programes de Danielle Gibert i Philippe Bouvard. Val a dir també que al llarg de la seva vida va mantenir diverses relacions amb dones, que a l'època van tenir ressò a la premsa. De fet, gràcies al contacte amb Suzy Solidor, figura emblemàtica del moviment lèsbic francès, la seva carrera artística va enlairar-se, especialment en l'àmbit dels cabarets, a fer algunes gires i a participar en producciones de cinema, particularment a Du Rififi à Paname, un thriller de Jean Gabin, i Le secret de Mayerling de Jean Marais, tot i que la seva passió va ser sempre la música.
Als anys 60, era cantant d'un club nocturn i va participar en una gira per països del Mediterrani, on fou nomenada Miss Lesbos per Guy Rinaldo, organitzador dels concursos de bellesa francesos.
El 1967 va patir un greu accident automobílistic on va morir la seva parella, l'actriu Nicole Berger. Molt afectada per la pèrdua, Dauberson pràcticament va abandonar la seva carrera. Va morir a Marsella el 16 de març de 1979. El seu cos fou traslladat i enterrat al cementiri de Saint-Claude.